# Vatikan AG (Buch)
Vatikan AG (italienischer Originaltitel: Vaticano S.p.A.) ist ein Sachbuch von Gianluigi Nuzzi über die Ströme von Schmiergeldern, die durch die Vatikanbank IOR geschleust wurden, sowie die Verdunkelungs- und Verschleierungsstrategie des Vatikans. Das Buch basiert auf den umfassenden Dokumenten von Renato Dardozzi, dem Kanzler der Päpstlichen Akademie der Wissenschaften, der mit der vatikaninternen Untersuchung des Skandals beauftragt wurde. Es ist 2009 auf Italienisch und 2010 als deutsche Übersetzung erschienen.

## Inhalt
4.000 Dokumente – darunter Briefe, vertrauliche Mitteilungen, Aktennotizen, Protokolle, Kontoauszüge und Buchungsbelege – wurden dem italienischen Journalisten Gianluigi Nuzzi von Renato Dardozzi, einem Mitarbeiter der Vatikanbank, hinterlassen. Nuzzi wertete diese Dokumente in monatelanger Arbeit aus und bereitete sie zu einer Faktensammlung auf, die schwerwiegende Anschuldigungen gegen das IOR (Istituto per le Opere di Religione) – so der offizielle Name der Vatikanbank – im Speziellen und gegen die katholische Kirche generell anstellt.
Die Dokumente beweisen, dass mit dem Scheitern der Ambrosiano-Bank, der Ermordung von Roberto Calvi und Michele Sindona sowie dem Rücktritt des Erzbischofs Marcinkus aus der Leitung des IOR noch lange kein Ende der Machenschaften rund um die Vatikanbank in Sicht war. Im Gegenteil: Ein raffiniertes System mit Nummernkonten entstand, mehrere Hundert Milliarden Lire wanderten hin und her. Der Vatikan hatte mit dem IOR eine Bank, die sich üblichen Kontrollen entzog und deren Handlungsbevollmächtigte als geistliche Würdenträger durch die Lateranverträge vor strafrechtlicher Verfolgung bewahrt wurden.
Nuzzi zeigt im Buch „Vatikan AG“ die Machenschaften der Vatikanbank sowie die Verschleierung der Vorfälle durch den Vatikan auf.

## Bedeutung
Es ist anzunehmen, dass Nuzzi in seinem Buch nur jene Beweise anführt, die unstrittig sind und nicht angefochten werden können, da er in der Folge der Buchveröffentlichung weder angeklagt noch öffentlich attackiert wurde. Das Buch wurde im italienischen Fernsehen und von einigen italienischen Zeitungen ignoriert, obwohl es sich 2009 rund 250.000 Mal in Italien verkaufte.
Zum Zeitpunkt der Buchveröffentlichung wechselte der damalige Papst Benedikt XVI. fast den gesamten Aufsichtsrat des IOR aus. Die italienischen Medien führten den Wechsel auf die Enthüllungen des Buches zurück.

## Rezensionen
„Das 350 Seiten starke Werk (im ecowin-Verlag) zeichnet ein Sittenbild, wie im Namen Gottes ein Netzwerk von Geld und Macht gesponnen wurde.“

„Minutiös auch rekonstruiert Liuzzi die Rolle des IOR und der von De Bonis eingerichteten internen Parallelbank in Italiens bisher größtem Korruptionsskandal überhaupt. [...] All das liest sich äußerst spannend, all das ist von hohem zeithistorischem Interesse, mit Blick auf den Vatikan genauso wie auf die italienische Politik.“

„Tatsächlich ist jedoch wenig neu an dem Buch, das in Italien zum Nummer-Eins-Bestseller wurde, in der Presse aber nur mäßigen Niederschlag fand. [...] Einordnungen und Schlussfolgerungen des Autors gehen nicht selten daneben. Die Charakterisierung von früheren wie heutigen vatikanischen Akteuren lassen nicht immer auf Vertrautheit mit vatikanischen Gegebenheiten schließen. Auffallend ist zudem, dass sich Nuzzi für historische Darstellungen mehrfach auf den Bestsellerautor David A. Yallop und dessen Enthüllungsopus "Im Namen Gottes" beruft.“

„Die Geschichte des Buches ist genauso unglaublich wie sein explosiver Inhalt. [...] Das Buch ist mit mehr als 250 000 verkauften Exemplaren das meistverkaufte Sachbuch des Jahres 2009 in Italien. Dennoch wurde es von den italienischen Medien totgeschwiegen.“

## Ausgaben
- Vaticano S.p.A. Dodici edizioni da un archivo segreto. La verità sugli scandali finanziari e politici  della chiesa. Milano 2009.
- Vatikan AG. Ein Geheimarchiv enthüllt die Wahrheit über die Finanz- und Politskandale der Kirche. Übersetzung von Friederike Hausmann, Petra Kaiser, Rita Seuß. Ecowin Verlag, Salzburg 2010, ISBN 978-3-902404-89-3
- Vatikan AG. Ein Geheimarchiv enthüllt die Wahrheit über die Finanz- und Politskandale der Kirche. Übersetzung von Friederike Hausmann, Petra Kaiser, Rita Seuß. Goldmann Verlag, München 2011, ISBN 978-3-442-15680-1